# Era Istrefi
Era Istrefi (ur. 4 lipca 1994 w Prisztinie) – albańska piosenkarka i autorka tekstów.

## Dzieciństwo
Era Istrefi urodziła się 4 lipca 1994 w Prisztinie, gdzie obecnie (2016) mieszka z matką i rodzeństwem. Jej matką jest Suzana Tahirsylaj, albańska piosenkarka występująca w latach 90., a ojcem Nezir Istrefi, który był z zawodu dziennikarzem. Po śmierci ojca w 2004 roku jej matka porzuciła śpiewanie, a siostra Nora rozpoczęła karierę piosenkarki. Era ma jeszcze jedną siostrę, Nitę, która jest stylistką, oraz młodszego brata o imieniu Bledi.

## Kariera muzyczna
Istrefi zadebiutowała w swoim rodzinnym kraju, wydając utwór „Mani për money” w 2013 roku. Kilka miesięcy później ukazał się singel „A po don?”, do którego został nakręcony teledysk. Trzecim singlem został utwór „E dehun”, który był inspirowany nagraniem Nexhmije Pagarushy o tym samym tytule. Po ukazaniu się tego utworu Era zdobyła trzy nagrody Videofest Awards, w tym dla najlepszego nowego artysty. W grudniu 2014 roku Istrefi nagrała utwór „13”, który został wyprodukowany w Stanach Zjednoczonych. Teledysk promujący singel zyskał w ciągu 24 godzin prawie 200 tysięcy odtworzeń, co zaowocowało sesją dla amerykańskiego magazynu „V”. Rok później – po wydaniu singla „BonBon” – zyskała międzynarodowe uznanie. Utwór bardzo szybko stał się popularny dzięki mediom społecznościowym i wielu publikacjom. W lutym 2016 roku podpisała kontrakt z wytwórnią Sony Music Entertainment i Ultra Music. W maju 2018 roku wraz z Nickym Jamem i Willem Smithem nagrała utwór „Live It Up”, oficjalną piosenkę mistrzostw świata w piłce nożnej w Rosji. 8 czerwca 2018 roku opublikowała nowy utwór „Prisoner”. W 2019 roku wydała utwór – „Selfish” z belgijsko-greckim duetem Dimitri Vegas & Like Mike, w tym samym roku wydała singiel „Nuk e di” ze swoją siostrą Norą Istrefi.

## Dyskografia

### Single
| Singiel                                                     | Rok  | Pozycja na liście | Pozycja na liście | Pozycja na liście | Pozycja na liście | Pozycja na liście | Pozycja na liście | Pozycja na liście | Pozycja na liście | Pozycja na liście | Pozycja na liście | Certyfikaty                                         |
| Singiel                                                     | Rok  | AUS               | AUT               | CAN               | DEN               | FRA               | GER               | NL                | POL               | SWI               | US Dance          | Certyfikaty                                         |
| ----------------------------------------------------------- | ---- | ----------------- | ----------------- | ----------------- | ----------------- | ----------------- | ----------------- | ----------------- | ----------------- | ----------------- | ----------------- | --------------------------------------------------- |
| „Mani për money”                                            | 2013 | –                 | –                 | –                 | –                 | –                 | –                 | –                 | –                 | –                 | –                 |                                                     |
| „A po don?”                                                 | 2014 | –                 | –                 | –                 | –                 | –                 | –                 | –                 | –                 | –                 | –                 |                                                     |
| „E dehun” (feat. Mixey)                                     | 2014 | –                 | –                 | –                 | –                 | –                 | –                 | –                 | –                 | –                 | –                 |                                                     |
| „13”                                                        | 2014 | –                 | –                 | –                 | –                 | –                 | –                 | –                 | –                 | –                 | –                 |                                                     |
| „Njo si ti”                                                 | 2015 | –                 | –                 | –                 | –                 | –                 | –                 | –                 | –                 | –                 | –                 |                                                     |
| „Shumë pis” (gościnnie: Ledri Vula)                         | 2015 | –                 | –                 | –                 | –                 | –                 | –                 | –                 | –                 | –                 | –                 |                                                     |
| „BonBon”                                                    | 2016 | 46                | 19                | 95                | 38                | 29                | 10                | 68                | –                 | 39                | 13                | - GER: Złoto - CAN: Złoto - HOL: Złoto - ITA: Złoto |
| „Redrum” (gościnnie: Felix Snow)                            | 2017 | –                 | –                 | –                 | –                 | –                 | –                 | –                 | –                 | –                 | 45                |                                                     |
| „No I Love Yous” (gościnnie: French Montana)                | 2017 | –                 | –                 | –                 | –                 | –                 | –                 | –                 | –                 | –                 | –                 |                                                     |
| „Origami” (feat. Maphorisa)                                 | 2018 | –                 | –                 | –                 | –                 | –                 | –                 | –                 | –                 | –                 | –                 |                                                     |
| „Live it Up” (wraz z Nicky Jam, Will Smith)                 | 2018 | –                 | 17                | –                 | –                 | 42                | 21                | 78                | 6                 | 32                | –                 | - SWI: Złoto - POL: Złoto                           |
| „Prisoner”                                                  | 2018 | –                 | –                 | –                 | –                 | –                 | –                 | –                 | –                 | –                 | –                 |                                                     |
| „Oh God” (gościnnie: Konshens)                              | 2018 | –                 | –                 | –                 | –                 | –                 | –                 | –                 | –                 | –                 | –                 |                                                     |
| „Selfish” (wraz z Dimitri Vegas & Like Mike)                | 2019 | –                 | –                 | –                 | –                 | –                 | –                 | –                 | –                 | –                 | 26                |                                                     |
| „Nuk e di” (gościnnie: Nora Istrefi)                        | 2019 | –                 | –                 | –                 | –                 | –                 | –                 | –                 | –                 | –                 | –                 |                                                     |
| „Let’s Get Married” (wraz z Yellow Claw, gościnnie: Offset) | 2019 | –                 | –                 | –                 | –                 | –                 | –                 | –                 | –                 | –                 | –                 |                                                     |
| „Sayonara детка” (wraz z Элджей)                            | 2019 | –                 | –                 | –                 | –                 | –                 | –                 | –                 | –                 | –                 | –                 |                                                     |
| „ –” oznacza, że singel nie był notowany na danej liście.   |      |                   |                   |                   |                   |                   |                   |                   |                   |                   |                   |                                                     |

## Nagrody i nominacje
| Rok  | Nagroda               | Kategoria                      | Przedmiot nominacji | Rezultat  |
| ---- | --------------------- | ------------------------------ | ------------------- | --------- |
| 2014 | VideoFest Awards      | Najlepszy występ               | „E dehun”           | Wygrana   |
| 2014 | VideoFest Awards      | Najlepsza stylizacja           | „E dehun”           | Wygrana   |
| 2014 | VideoFest Awards      | Kobieta roku                   | „E dehun”           | Nominacja |
| 2014 | VideoFest Awards      | Najlepszy nowy artysta         | „Mani për money”    | Wygrana   |
| 2014 | Zhurma Show Awards    | Najlepszy nowy artysta         | „E dehun”           | Nominacja |
| 2015 | Zhurma Show Awards    | Współpraca roku                | „Shumë pis”         | Nominacja |
| 2015 | Zhurma Show Awards    | Nagroda publiczności           | „Shumë pis”         | Wygrana   |
| 2015 | Zhurma Show Awards    | Najlepsza Piosenka             | „Shumë pis”         | Nominacja |
| 2016 | Top Music Awards      | Współpraca roku                | „Shumë pis”         | Wygrana   |
| 2016 | Top Music Awards      | Piosenka roku                  | „Shumë pis”         | Nominacja |
| 2016 | Top Music Awards      | Piosenka roku                  | „BonBon”            | Wygrana   |
| 2016 | Top Music Awards      | Najlepsza artystka roku        | ona sama            | Wygrana   |
| 2016 | Top Music Awards      | Artysta awangardowy            | ona sama            | Nominacja |
| 2016 | Kult Awards           | Piosenka roku                  | „BonBon”            | Nominacja |
| 2017 | Eurosonic Noorderslag | European Border Breakers Award | ona sama            | Wygrana   |
| 2017 | Eurosonic Noorderslag | Nagroda Publiczności           | ona sama            | Nominacja |